# Fibber McGee and Molly

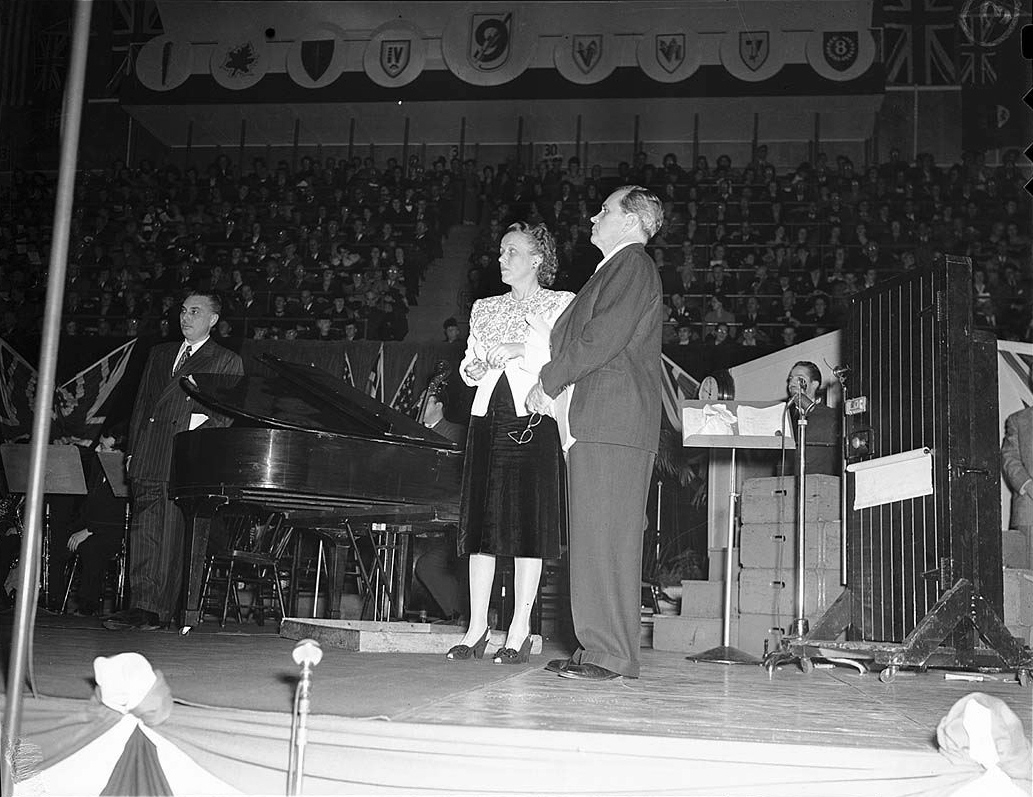
Jim y Marian Jordan, como Fibber McGee and Molly, en un mitin de Victory Bond en Maple Leaf Gardens en Toronto en 1945. Tenga en cuenta los hombres de efectos de sonido y los equipos a la derecha.

Fibber McGee and Molly es un programa de radio estadounidense del época de oro de la radio, y tuvo una de las más largas duraciones entre comedias en la radio. La serie se estrenó en NBC Radio el 16 de abril de 1935, y permaneció popular hasta su fallecimiento en 1959, mucho tempo después de que la radio había cesado ser la forma dominante de entretenimiento en la cultura popular de los Estados Unidos.

## Vida personal de los protagonistas del programa
Los protagonistas del programa fueron James "Jim" Jordan (16 de noviembre de 1896 - 1 de abril de 1988) y su esposa Marian Driscoll (15 de abril de 1898 - 7 de abril de 1961), ambos nativos de Peoria, Illinois.
Jordan fue el séptimo de ocho hijos de James Edward Jordan y María (née Tighe) Jordan, mientras que Driscoll fue el séptimo y último hijo nacido de Daniel P. y Anna (née Carroll) Driscoll. El hijo de un granjero, Jim quería ser cantante; Marian, la hija de un minero de carbón, quería ser profesor de música. Ambos asistieron a la misma Iglesia Católica, donde se unieron en la práctica del coro. Los padres de Marian había intentado disuadirla de cualquier aspiración de convertirse en una actriz o cantante profesional. Cuando ella comenzó a ver el joven Jim Jordan, los Driscoll estaban muy lejos de aprobar de Jim y sus ideas. El profesor de voz de Jim le dio una recomendación para trabajar como un profesional en Chicago, y lo siguió. Fue capaz de tener un trabajo estable, pero pronto se cansó de la vida en la carretera. En menos de un año, Jim volvió a Peoria y fue a trabajar para la Oficina de Correos. Su profesión era ahora aceptable para los padres de Marian, y dejaron de oponerse a los planes de matrimonio de la pareja. La pareja se casó en Peoria, Illinois el 31 de agosto de 1918.
Cinco días después de la boda, Jim recibió su proyecto de comunicación. Fue enviado a Francia y convertido en una parte de un grupo militar que entretuvo las fuerzas armadas después de la Primera Guerra Mundial. Cuando Jim llegó a casa de Francia, él y Marian decidieron probar suerte con un vodevil. Tuvieron dos hijos, Kathryn Teresa Jordan (1920-2007) y James Carroll Jordan (1923-1998), ambos nacidos en Peoria. Marian regresó a su casa para el nacimiento de Kathryn, pero volvió a actuar con Jim, dejando a su hija con los padres de Jim. Después de que Jim Jr. nació en 1923, Marian se quedaba con los niños por un tiempo, mientras que Jim actuó como un acto solitario. Marian y los niños se unieron con él en la carretera por un corto tiempo, pero la pareja tuvo que admitir la derrota cuando se encontraron en Lincoln, Illinois en 1923, con dos niños pequeños y una carencia de fondos. Los padres de la pareja tuvieron que enviar dinero para su regreso a Peoria. Jim se puso a trabajar en una tienda local, pero todavía se siente el atractivo de ser en el mundo del espectáculo. Él y Marian volvió a entrar en el vodevil.
Mientras que visitaron con el hermano de Jim en Chicago en 1924, la familia estaba escuchando la radio; Jim dijo que él y Marian podría hacerlo mejor que el acto musical actualmente en el aire. El hermano de Jim le apuesta por $10 que no podían. Para ganar la apuesta, Jim y Marian iban a WIBO, donde fueron puestos inmediatamente en el aire. Al final de la actuación, la emisora ofreció a la pareja un contrato para un programa semanal que se pagó $10 por semana. El patrocinador del programa fue el fabricante de los dulces Oh Henry! y que apareció durante seis meses en The Oh Henry! Twins Program, cambiando a la emisora de radio WENR en 1927.
Cuando parecía a la pareja que fueron un éxito financiero, construyeron una casa en Chicago, que era una réplica de su casa alquilada, para completar la construcción en el solar de al lado. Para su traslado a la Costa Oeste en 1939, los Jordan seleccionaron una casa discreta en Encino. Algunas de las inversiones de Jim Jordan incluyeron la embotelladora de Hires Root Beer en Kansas City.

## Del vodevil aSmackout
Fibber McGee and Molly originó cuando la pareja empezó su tercer año como artistas de vodevil en la radio en Chicago. Dos de los programas en los cuales actuaron para la emisora WENR a partir de 1927, ambos escritos por Harry Lawrence, llevaban vestigios de lo que estaba por venir y ahora figuren como una de las primeras formas de la comedia de situación. En su programa de informe de granja Luke and Mirandy, Jim interpretó un agricultor que dijo cuentos chinos y mentiras para el efecto cómico. En una comedia semanal, la familia Smith, el personaje de Marian era una mujer irlandesa de un oficial de policía estadounidense. Estas caracterizaciones, al igual que el cambio de los Jordan de cantantes/músicos a actores cómicos, apuntaban hacia su futuro; fue aquí donde Marian desarrollado y perfeccionó el personaje de radio "Teeny". Fue también en WENR donde los Jordan se unió con Donald Quinn, un caricaturista que entonces trabajaba en la radio, y la pareja lo contrató como su escritor en 1931. Consideraron la contribución de Quinn como tan importante y lo incorporó como socio de pleno derecho, el salario de Smackout y Fibber McGee and Molly se dividió entre los Jordan y Quinn.
Mientras trabajaba en el informe de granja de WENR, Jim Jordan escuchó una historia verdadera sobre un comerciante de Misuri, cuya tienda estaba llena de valores; sin embargo, afirmó ser "smack out" ("justo fuera") de todo lo que el cliente lo solicite. La historia llegó a las salas del cercano Columbia College Chicago, y los estudiantes comenzaron a visitar la tienda, a la que llamaron "Smackout", para escuchar las historias increíbles de su propietario.
Para la emisora WMAQ en Chicago, a partir de abril de 1931, el trío creó Smackout, un programa diario de 15 minutos que se centró en un tienda de conveniencia y su propietario, Luke Grey (Jim Jordan), un comerciante con una inclinación por cuentos y una escasez perpetua de todo lo que sus clientes querían: Siempre parecía "justo fuera de él." Marian Jordan interpretó tanto una mujer llamada Marian y una niña llamada Teeny, así como tocar el acompañamiento musical en el piano. Durante el período de emisiones de la programa, Marian Jordan dobló un total de 69 personajes diferentes en el mismo. Smackout fue recogido por la cadena NBC en abril de 1933 y transmitido a nivel nacional hasta agosto de 1935.
Un miembro de los propietarios de la empresa S. C. Johnson & Son, Henrietta Johnson Lewis, casada con el ejecutivo de publicidad que manejó la cuenta de Johnson's Wax, se recomienda que su esposo, John, debería dar al programa una oportunidad como un programa nacional para la empresa. Una parte de los términos del acuerdo entre los Jordan y Johnson's Wax dio a la compañía la propiedad de los nombres de Fibber McGee and Molly.

## DeSmackouta Wistful Vista
Si Smackout demostró la viabilidad de la unión entre los Jordan y Quinn, su próximo creación demostró ser su más duradera. Amplificando los cuentos de Luke Grey a jactancia del Medio Oeste, Quinn desarrolló Fibber McGee and Molly con Jim como Fibber, y Marian como su esposa Molly. El programa se estrenó en la cadena NBC el 16 de abril de 1935, y aunque tuvo tres temporadas para convertirse en un golpe irreparable, obtuvo la mejor puntuación entre las series radiofónicas de la nación. En 1935, Jim Jordan ganó el campeonato del Burlington Liars' Club, con una historia sobre la captura de una rata difícil de alcanzar.
Existentes en una especie de país de nunca jamás en donde el dinero nunca llegó, y esquemas nunca quedaron fuera por mucho tiempo (pero nadie viviendo o visitando fue deficiente), "79 Wistful Vista" (la dirección de los McGee del episodio #20 en agosto de 1935 en adelante) se convirtió en la casa que estadounidenses agotados por la Depresión visitaron para recordarse a sí mismos que no fueron los únicos que fueron encontrando alegría en medio de lucha y haciendo todo lo posible para evitar que se convierta evidente. Los McGee ganaron su casa en una rifa de "Mr. Hagglemeyer's Wistful Vista Development Company," con el billete de lotería #131313, que pasó a por casualidad mientras en un viaje de placer en su coche. Con McGee vacilante entre tareas cotidianas y esquemas atolondrados (como cavar un pozo de petróleo en el patio trasero), irritando a tantas personas como sea posible, y Molly entregando sus debilidades y proporcionando apoyo amoroso, por no hablar de un desfile incansable de vecinos y amigos dentro y fuera de la casa silencioso, Fibber McGee y Molly construyó su público de manera constante, pero una vez que encontró el volumen total de ese público en 1940, es raro que renunciaron a ella.
Marian Jordan tuvo una prolongada ausencia de la serie desde noviembre de 1937 hasta abril de 1939 para hacer frente a una batalla de por vida con el alcoholismo, aunque esto se atribuyó a la "fatiga" en sus declaraciones públicas al momento. El programa fue renombrado Fibber McGee and Company durante este interregno, con guiones inteligentemente trabajando la ausencia de Molly (Fibber haciendo un discurso en una convención, etc.). La comediante ZaSu Pitts apareció en el programa Fibber McGee and Company, al igual que el cantante Donald Novis. En enero de 1939, el programa pasó de NBC Chicago a la nueva NBC West Coast Radio City en Hollywood.

## Personajes recurrentes
Fibber McGee and Molly fue una de las comedias más tempranas en radio que utilizaron personajes regulares, casi todos ellos tuvieron frases recurrentes. Esos incluyeron:
- Throckmorton P. Gildersleeve (Harold Peary) - el vecino pomposo con quien Fibber disfrutó hablar. Introducido en 1939.
- The Old-Timer (Bill Thompson) - un ciudadante de la tercera edad con una predilección por chistes que distorsionan, anteponiendo a cada uno diciendo: "That ain't the way I heard it!" ("¡Esa no es la forma en que lo escuché!") Sin razón aparente, refiere a Fibber como "Johnny" y Molly como "Daughter". Una broma recurrente es que rehúsa decir su verdadero nombre. En la episodio de 1940 "Mailing Christmas Packages," se le refiere por otro personaje como "Roy," mientras que en un episodio (29/1/1946; reiterado en un episodio de una semana más tarde), dice que su nombre es "Rupert Blasingame."
- "Teeny", también conocida como "Little Girl" y "Sis" (Marian Jordan) - un joven precoz que por lo general trataron de vivir de gorra monedas de Fibber. Poner fin a la mitad de su frases con "¡Tengo hambre!" y "Te apuesto!", Teeny también era conocido por perder la pista de sus propias conversaciones. Cuando Fibber mostró interés en lo que estaba diciendo, ella olvidaría de todo. Su conversación cambiaría de decirle a preguntar. Cuando Fibber repetiría todo lo que ella le había estado diciendo, Teeny respondería "¡Lo sé!" de un modo condescendiente. Sus apariciones se anunciaban por lo general por Molly excusándose a la cocina y Fibber melancólicamente entregando un complemento a ella, comenzando "Ah, there goes a good kid" ("Ah, ahí va una buena chica"), en la que el timbre sonaría y Teeny parecería. En raras ocasiones, Molly y Teeny interactuarían entre sí.
- Mayor LaTrivia (Gale Gordon) - cuyo nombre fue inspirado por un famoso alcalde de la Ciudad de Nueva York, Fiorello La Guardia. En episodios posteriores, Fibber ocasionalmente dirige al alcalde como "Homer," aunque no está claro si este es su nombre real, o simplemente otra de las bromas de nombres al azar inexplicable de la serie, como cuando The Old-Timer llama Fibber "Johnny", supra. La rutina regular de los McGee con LaTrivia implicaba Fibber y Molly la incomprensión una forma de hablar, en gran parte la misma línea que la rutina ¿Quién está en Primera? de Abbott and Costello. LaTrivia poco a poco el progresaría de intentar una explicación paciente a una rabia mudo, en la manera clásica de Gale Gordon.
- Foggy Williams (Gordon) - un meteorólogo local y vecino inmediato que cuenta historias de fantasía, le permite que Fibber pede prestado sus herramientas, se atribuye el mérito o la culpa de las condiciones actuales del tiempo, y sale con la frase "Buenos días ... probablemente".
- Billy Mills - líder chistoso de Billy Mills and the Orchestra, que tocó instrumentales cortos en la primera mitad de cada episodio.
- Dr. Gamble (Arthur Q. Bryan) - un médico y cirujano local con el que Fibber había una rivalidad y amistad por mucho tiempo.
- Ole Swenson (Richard LeGrand, que también dobló Mr. Peavey en The Great Gildersleeve) - conserje en el Elks Club, nacido en Suecia.
- Mrs. Abigail Uppington (Isabel Randolph) - una dama de sociedad esnob, cuyas pretensiones Fibber deleitó en deflactar. Fibber frecuentemente se dirigió a ella como "Uppy".
- Mrs. Millicent Carstairs (Bea Benaderet) - otra de las matronas de la alta sociedad en Wistful Vista, conocida a Fibber como "Carsty".
- Wallace Wimple (Thompson) - un marido constantemente dominado y maltratado físicamente por "Sweetieface" (su esposa Cornelia, que nunca apareció en el programa). Sorprendentemente, este personaje clave no se introdujo hasta el primer programa de su séptimo año en el aire, 15/04/41. Este personaje puede haber contribuido a la utilización de la palabra inglés "wimp" para describir a una persona de carácter débil.
- Alice Darling (Shirley Mitchell) - un trabajador en una planta de aviones que se embarcó con los McGee durante la guerra.
- Horatio K. Boomer (Thompson) - un estafador con un voz y entrega que parecen a W. C. Fields.[8]
- Nick Depopoulous (Thompson) - un restaurador nacido en Grecia con una tendencia hacia despropósitos verbales.[8]
- Myrtle, también conocida como "Myrt" - una personaje que nunca se oye; es una operadora de teléfono y una amiga de Fibber. Un esquema típico con Myrt comenzó con Fibber levantando el teléfono y demandiente "Operadora, dame el número 32--Oooh, ¿eres tú, Myrt? ¿Cómo está cada pequeña cosa, Myrt?" Por lo general, esto fue seguido con Fibber transmitiendo lo que Myrt le decía a Molly, generalmente noticias sobre la familia de Myrt, y terminando siempre con un chiste malo. Myrtle hizo una breve aparición en el aire el 22 de junio de 1943, cuando visitó los McGee para desearles un buen verano--los McGee no la reconoció en persona.
- Fred Nitney - otro personaje que nunca se oye; el socio de vodevil de Fibber en Starved Rock, Illinois.

## Patrocinadores
Cada episodio también ofreció un aspecto por el locutor Harlow Wilcox, cuyo trabajo consistía en tejer el segundo anuncio del patrocinador en la trama sin tener que romper el programa para un anuncio real. Las líneas introductorias de Wilcox se encontraron generalmente con gemidos o líneas de humor sarcástico de Fibber. Durante los muchos años en que el programa fue patrocinado por Johnson Wax, Fibber apodó Wilcox "Waxy," debido a las alabanzas constantes de Wilcox sobre sus distintos productos. En un estilo que no fue raro para los años de radio clásica, el programa fue presentado generalmente como "The Johnson Wax Program, with Fibber McGee and Molly." Johnson Wax patrocinó el programa hasta 1950, Pet Milk hasta 1952, y, hasta el episodio final de la serie a mediados de 1953, Reynolds Aluminum. Wilcox fue llamado a veces como "Harpo" por Fibber.
El programa también utilizó dos números musicales por episodio para dividir las rutinas de comedia en secciones. Por la mayoría del período de emisiones del programa, habría un número de vocales por The King's Men (un cuarteto vocal: Ken Darby, Rad Robinson, Jon Dodson, y Bud Linn), y un tema instrumental por The Billy Mills Orchestra. Por un corto tiempo en la década de 1940, Martha Tilton cantaba lo que era antes el instrumental.
Antes y durante la participación de Estados Unidos en la Segunda Guerra Mundial, referencias a la guerra y los miembros de las Potencias del Eje eran comunes en el programa. Justo después del ataque japonés a Pearl Harbor en diciembre de 1941, Jim Jordan, de carácter sobrio, terminó el show Fibber McGee invitando al público en el estudio para cantar "My Country, 'Tis of Thee." También fueron frecuentes llamadas a acción para comprar bonos de guerra (tanto a través de anuncios y referencias sutiles en el guion), y la condena de acaparamiento de alimentos y suministros. Aunque es comprensiblemente una parte de la reacción hacia el ataque a Pearl Harbor, algunos chistes sobre el Imperio del Japón sin duda sería considerada políticamente incorrecta en las ondas de hoy. Por ejemplo, en el episodio "Fix-It McGee," emitido tres semanas después del ataque a Pearl Harbor, Fibber dice al Mayor LaTrivia su "gran lema" para la campaña de bonos de guerra: "Every time you buy a bond, you slap a Jap across the pond" ("Cada vez que usted compra un bono, le das una palmada a un japonés otro lado del charco."). El término "Jap" fue de uso común en prácticamente todos los medios de comunicación estadounidenses durante este período.
Por otro lado, los Jordan colaboraron con gusto en la transformación del programa a una media hora dedicada exclusivamente a la música patriótica en el día de la batalla de Normandía en 1944, con la pareja hablando sólo en la apertura y el cierre de la emisión. Este programa sigue estando disponible para los coleccionistas en medio de muchos embalajes de Fibber McGee and Molly.
Cuando el programa se emitió en el extranjero por el Armed Forces Radio Service (AFRS), los tres comerciales fueron eliminados del programa. El anuncio medio de Harlow Wilcox fue editado fuera del programa, y los dos anuncios al principio y al final del programa fueron reemplazadas por más números musicales, así que el programa en AFRS habría dos números por Billy Mills and the Orchestra, y dos por The King's Men.
Los Jordan eran expertos en transformar del humor étnica del vodevil en personajes cómicos más redondeados, debido en parte al afecto que se sintió por los miembros famosos del reparto secundario que doblaron estos papeles, incluyendo Bill Thompson (como el Old-Timer y Wimple), Harold Peary (como Gildersleeve), Gale Gordon (como LaTrivia), Arthur Q. Bryan (como Dr. Gamble, Bryan también dobló para Warner Bros. el personaje Elmer Gruñón en la serie de dibujos animados Looney Tunes, que también prestó líneas de Fibber McGee and Molly de vez en cuando), y Isabel Randolph (como Mrs. Uppington), entre otros. También eran expertos en sus propios frases, muchas de las cuales entraron en la lengua vernácula de América: "That ain't the way I heard it!" ("¡Esa no es la forma en que lo escuché!"), "T'aint funny, McGee!" ("¡No es divertido, McGee!") y "Heavenly days!" ("¡Días celestiales!") fueron los tres más conocidos.

## Spin-offs
Fibber McGee and Molly llevó uno de sus personajes secundarios para tener su propio programa: el personaje "Gildersleeve" doblado por Harold Peary. Su programa, The Great Gildersleeve, introducido en 1941, presentó paternidad solo a difusión creativa, porque Gildersleeve se convirtió en un solo (aunque la esposa desaparecida nunca fue explicada) y levantó su sobrina y sobrino, mientras que dividió su tiempo entre su familia y su negocio de fabricación. En un episodio, los McGee llegaron a Summerfield para visitar a su viejo vecino, con resultados hilarantes: McGee inadvertidamente aprende que Gildersleeve está comprometido, y que prácticamente tiene que ser cloroformizado para perpetuar el secreto un poco más.
Peary le devolvió el favor en un episodio memorable de Fibber McGee and Molly, emitido en 1944, en lo que los personajes titulares no aparecieron: Jim Jordan se estaba recuperando de un ataque de neumonía (esto sería escrito en el show de la semana siguiente, cuando los Jordan volvió), y la línea de la historia involucró Gildersleeve y su sobrino Leroy esperando visitar los McGee en su casa durante una parada de tren en Wistful Vista, pero encontrar Fibber y Molly no está en casa. Al final del episodio, Gildersleeve descubre que la pareja había salido a toda prisa por la mañana cuando recibió una carta de Gildy que estaba diciendo que se escalaría en Wistful Vista.
Jim y Marian Jordan ocasionalmente aparecieron en otros programas, lejos de sus personajes Fibber y Molly. Un episodio memorable de Suspense ("Backseat Driver", 03/02/1949) emitir los Jordan como víctimas de un piratería terrestre; los monólogos interiores de Jim Jordan fueron especialmente dramáticos.

## Películas de los Jordan
Los Jordan retrata a sus personajes en cuatro películas. En los primeros años del programa de radio, que estaban personajes secundarios en la película de Paramount This Way, Please (estrenado en 1937), protagonizada por Charles Rogers y Betty Grable. Una vez que el programa obtuvo éxito, había papeles primarios en películas de RKO Pictures, como Look Who's Laughing (1941), Here We Go Again (1942), y Heavenly Days (1944).
Las dos primeras películas de RKO son generalmente considerados como los mejores, ya que co-protagonizen los compañeros estrellas Edgar Bergen y Charlie McCarthy. Harold Peary también aparece en ambas como Gildersleeve, con Arthur Q. Bryan, Bill Thompson, Harlow Wilcox, Gale Gordon, e Isabel Randolph, que aparecen tanto en sus papeles en el programa y como otros personajes. En Look Who's Laughing, Bill Thompson interpretó dos partes: el hombre de ventas, y el hombre que gritó "¡Es Hillary Horton!" Gale Gordon interpretó Otis Cadwalader, el exnovio de Molly en Here We Go Again. Arthur Q. Bryan interpretó la asistente del Alcalde en Look Who's Laughing.
Look Who's Laughing se ha lanzado en VHS como parte de la Lucille Ball Collection, y Here We Go Again se ha lanzado en VHS en formato de alquiler solamente. Look Who's Laughing, Here We Go Again, y Heavenly Days se han emitidos por Turner Classic Movies.

## Otros películas
En otras películas aparecieron los vecinos de los McGee. La primera película se llamó Comin 'Round the Mountain (1940) y contó con los vecinos de los McGee, The Old-Timer (interpretado por Bill Thompson) y Gildersleeve, como el alcalde de la ciudad. El personaje de Gildersleeve fue en muchas otras películas antes del programa The Great Gildersleeve y películas relacionadas. Abigale Uppington es en la película County Fair, junto con Harold Peary, y su coestrella futura en la radio, Shirley Mitchell (quien también interpretó Leila Ransom en The Great Gildersleeve).

## Televisión
Un intento de introducir los McGee a la televisión se produjo en septiembre de 1959, producido por William Asher para la NBC (y co-patrocinado por Singer Corporation y Standard Brands), con los actores más jóvenes Bob Sweeney y Cathy Lewis en los papeles. El programa también contó con Harold Peary como Mayor LaTrivia en lugar de como Gildersleeve. El programa fue incapaz de recrear el sabor y el humor de la original y no sobrevivió a su primera temporada. De hecho, no duró ni siquierda hasta enero de 1960.

## Cambios
Debido en gran parte a problemas periódicos para la salud de Marian Jordan, Fibber McGee and Molly se convirtió en un programa nocturno de 15 minutos en 1953, grabado sin público en el estudio en una sola sesión, el de facilitar a Marian Jordan para descansar. El momento fue tristemente adecuado, como la radio clásico había entrado en sus últimos días. Sin embargo, el programa sigue siendo un favorito en la radio, apareciendo en segmentos cortos en el programa radiofónico Monitor, bajo la rúbrica Just Molly and Me, desde 1957 a 1959.
Gerald S. Nachman, un historiador de la radio, ha observido que los Jordan fueron dispuestos a renovar su contracto con NBC por lo menos tres años más cuando Marian falleció en 1961. En la década de 1970, Jim Jordan brevemente regresó al mundo del espectáculo. En un episodio de Chico and the Man en NBC, Jordan hizo una aparición sorpresa como un mecánico de buena vecindad. Jordan también prestó su voz a personajes del película animada de Disney The Rescuers en 1977. Falleció en 1988, un año antes de que Fibber McGee and Molly fue incluido en la National Radio Hall of Fame.
Jim Jordan se casó con Gretchen Stewart después de la muerte de Marian. Gretchen y los niños Jordan donaron los manuscritos de Smackout y Fibber McGee and Molly al Museum of Broadcast Communications en Chicago después de su muerte en 1988.
El programa también tiene una estrella en el Paseo de la Fama de Hollywood, justo al lado del edificio que anteriormente albergó los estudios de NBC Radio en donde los Jordan protagonizaron el programa durante mucho tiempo. La empresa de S. C. Johnson & Son conserva más de 700 grabaciones de la serie que patrocinó durante 15 años.

## Cultura popular
- En el piloto de la serie The Waltons en CBS, titulado The Homecoming, el abuelo (interpretado por Edgar Bergen) se ve de escuchar a un episodio de Navidad de Fibber McGee and Molly, en el que Teeny explica que ella y sus amigos han estado practicando su carol de Navidad. (Un anacronismo, porque la serie de radio no se estrenará por dos años más, y ese episodio particular de Fibber McGee and Molly fue estrenado a partir de 1947, y este piloto de The Waltons se estableció en la Nochebuena de 1933.)
- En la comedia de situación de NBC NewsRadio, en el episodio titulado Xmas Story, Jimmy James (interpretado por Stephen Root) se dice que posee los derechos de Fibra McGee y Molly, que le da a Matthew Brock (interpretado por Andy Dick) como regalo de Navidad.
- Debido a la popularidad del programa en radio en esa era, muchas frases aparecen con frecuencia en los cortometrajes de Warner Bros. Cartoons estrenados en los años 1930 y 1940, como "¡No es divertido, McGee!" (Daffy Duck and Egghead en 1938 y Holiday Highlights en 1940), "Yo apuesto." (Sneezing Weasel en 1938), "Esa no es la forma en que lo escuché, Johnny!" (The Tortoise Wins by a Hare en 1943), y "¿Eres tú, Myrt?" (Daffy the Commando en 1943 y The Wabbit Who Came to Supper en 1942). El personaje de Gildersleeve fue parodiada en el dibujo de 1945 Hare Conditioned , en el que Bugs Bunny distrae un taxidermista amenazante diciéndole que le parece "igual que el tipo de la radio, The Great Gildersneeze." El taxidermista responde con "¡¿Yo?!" seguido por la risa famosa de Gildy. La voz de Gildersleeve en este dibujo fue doblada por el actor de voz radiofónico Dick Nelson.
- En una escena de la película Luna de papel, estrenado en 1973 pero ambientada en la década de 1930, el personaje de Addie se muestra escuchar a Fibber McGee and Molly en la radio.
- En un episodio de NCIS, el personaje de Abby Sciutto reprimendas Timothy McGee con la línea "No es divertido, McGee," como un guiño a la serie.
- En The Owl Box, un Web Show sobre lechuzas en San Marcos, California, que ganó popularidad en 2010, las luchezas adultas llevan sus nombres "Molly" y "McGee" de los personajes principales del programa.
- En una escena de la película The Rocketeer, una enfermera y un guardia de seguridad se muestran escuchar a un radio tocando Fibber McGee and Molly.
- En Dublín, Irlanda, hay un bar llamado "Fibber McGee's" situado en Parnell Street, que es conocido por su música Heavy Metal y Rock.

## Selecciones de audio
- Radio Journeys: Smackout (1931) (enlace roto disponible en Internet Archive; véase el historial, la primera versión y la última).
- McGee and Molly at Free-OTR.com
- Botar: Fibber McGee and Molly (66 episodes)
- Free OTR Fibber McGee and Molly (117 episodios)
- OTR Network Library: Fibber McGee and Molly (442 episodios)
- Internet Archive: Fibber McGee and Molly (centenares de episodios)
- OTR Fans: Fibber McGee and Molly (siete episodios)
- Fibber McGee & Molly